# Ras Ain Rhamna
Ras Ain Rhamna  (in arabo رأس عين الرحامنة‎?) è un centro abitato e comune rurale del Marocco situato nella provincia di Rehamna, regione di Marrakech-Safi. Conta una popolazione di 14 284 abitanti (censimento 2014).